# Хуан де ла Корте
Хуан де ла Корте (ісп. Juan de la Corte; бл. 1590 — 1662) — іспанський художник XVII століття, фламандець за походженням, представник пізнього маньєризму.

## Життєпис
Хуан де ла Корте належить до художників, свідоцтв про ранні роки яких не збережено. За переказами, він народився у Фландрії. Дата народження невідома, її подають як 1585, 1587 чи 1590. Невідоме і місто народження. Умовно вважають, що він народився в Антверпені, котрий був найвпливовішим мистецьким центром Фландрії багато десятиліть
Перша згадка про художника в документах датована 1613 роком. Працював в Мадриді. З 1617 року місце надвірного художника іспанського короля посів Бартоломе Гонзалес і Серрано. По його смерті у 1627 році Хуан де ла Корте виборов місце надвірного художника Філіпа ІІІ, хоча вже сучасники зазначали, що він не відрізнявся великим художнім обдаруванням. Місце надвірного художника він зберіг і в роки правління короля Філіпа VI.
Робив кінні портрети, батальні сцени на морі і на суходолі, біблійні сцени. Мав анахронічну художню манеру, притаманну ще раннім нідерландським художникам на кшталт Хері Мет де Блеса. Це була суміш старонідерландських традицій зображень безкінечно малого в картини разом із здобутками маньєризму і раннього бароко.
Був одружений, побрався у Іспанії з пані Франсіскою Салазар, мав доньку і шість онуків. 1662 року склав власний заповіт. Ймовірно, що того ж року він і помер в Мадриді.
Значна кількість художньої продукції Хуана де ла Корте зберігалась в королівському палаці Буен Ретіро.

## Вибрані твори
- «Батальна сцена», Ермітаж, Росія
- «Суд царя Соломона»

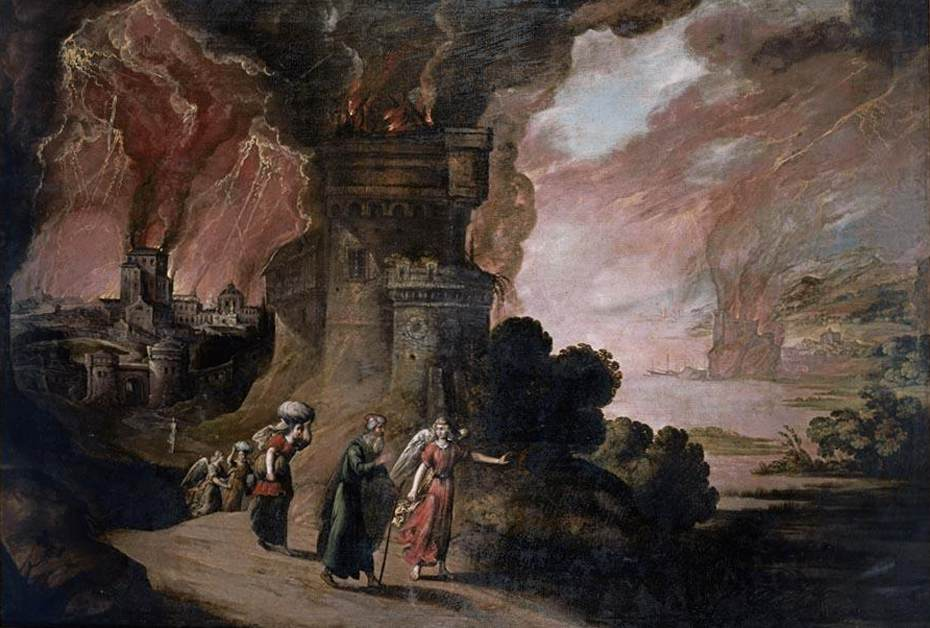
«Лот і доньки покидають місто»

- «Зустріч Соломоном цариці Савської»
- «Викрадення Єлени» (епізод Троянської війни)
- «Лот і доньки покидають місто»
- «Батальна сцена між іспанцями і турками на морі»
- «Римські легіонери штурмують велике місто»
- «Євреї крокують через Червоне море»
- «Знищення армії Сеннахирима»

## Галерея

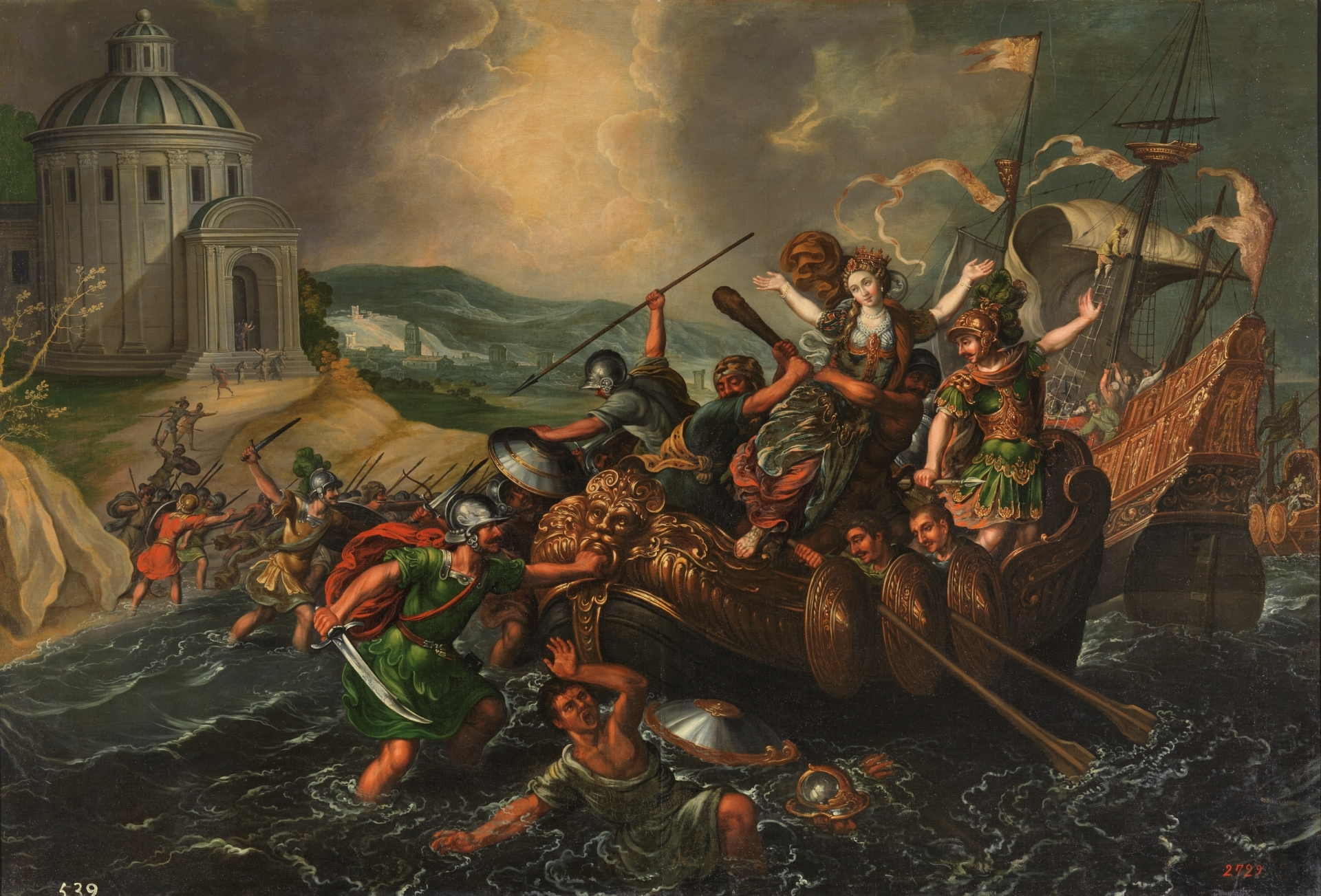
«Викрадення Єлени» (епізод Троянської війни), Національний музей Прадо
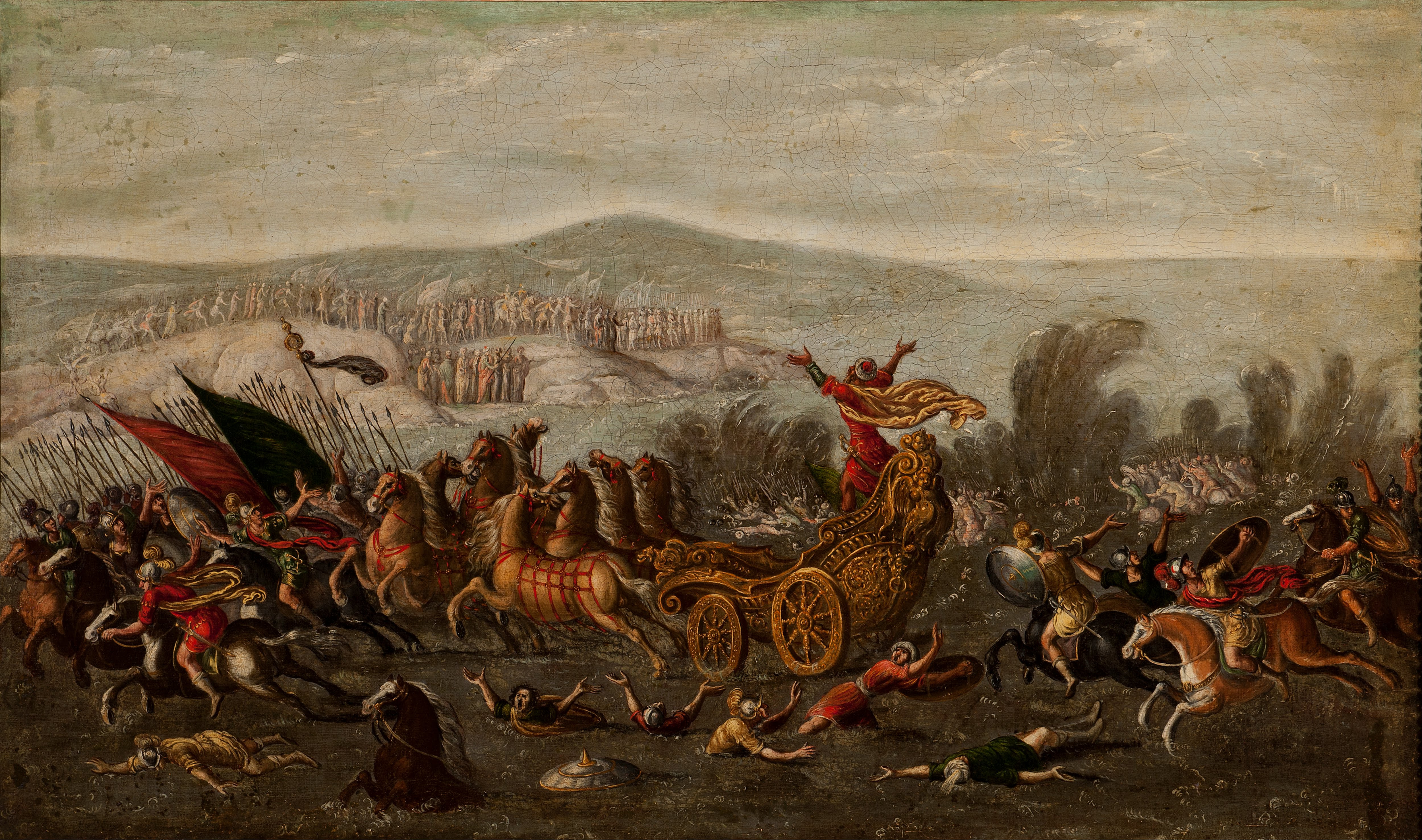
«Євреї крокують через Червоне море»
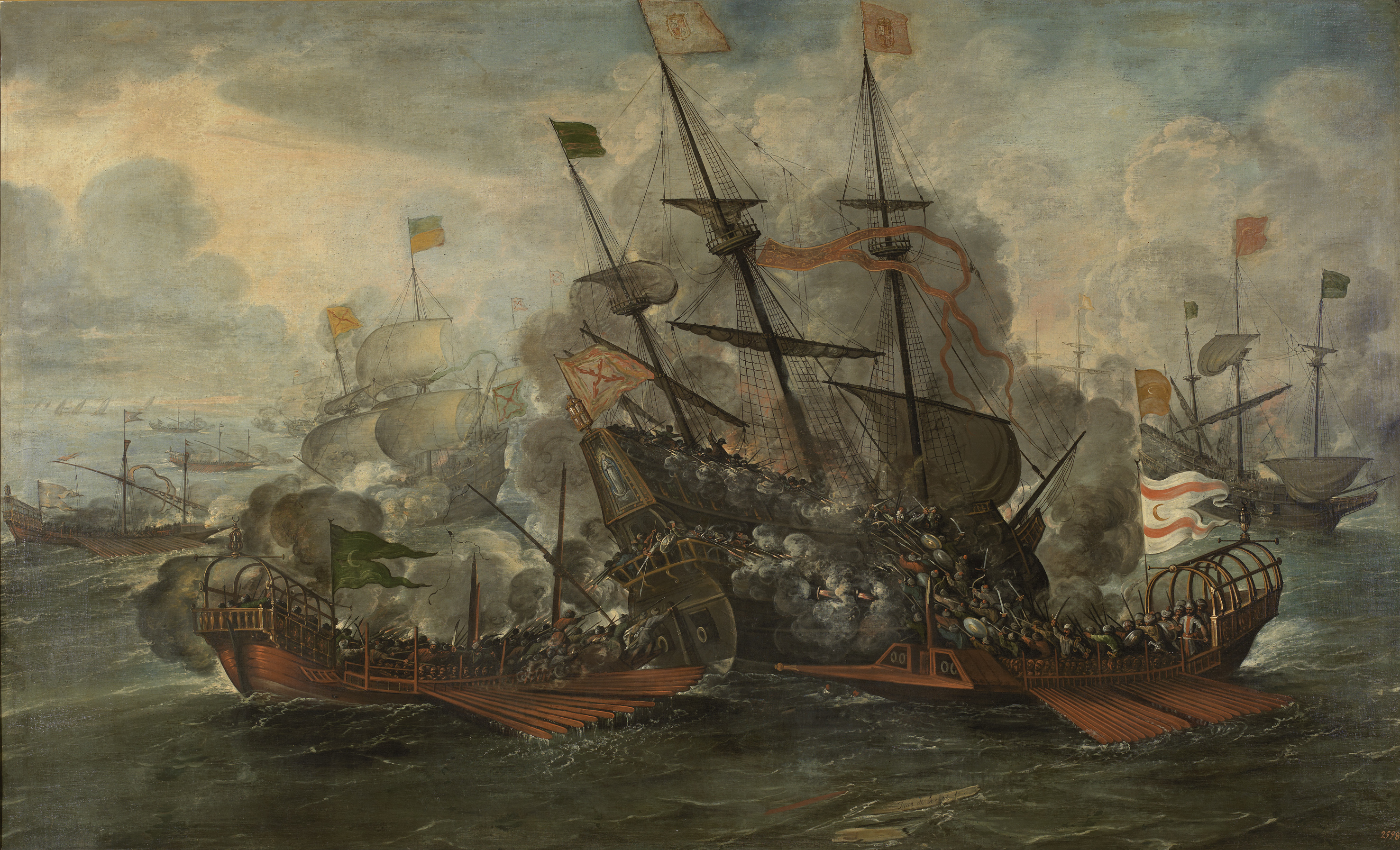
«Батальна сцена між іспанцями і турками на морі»
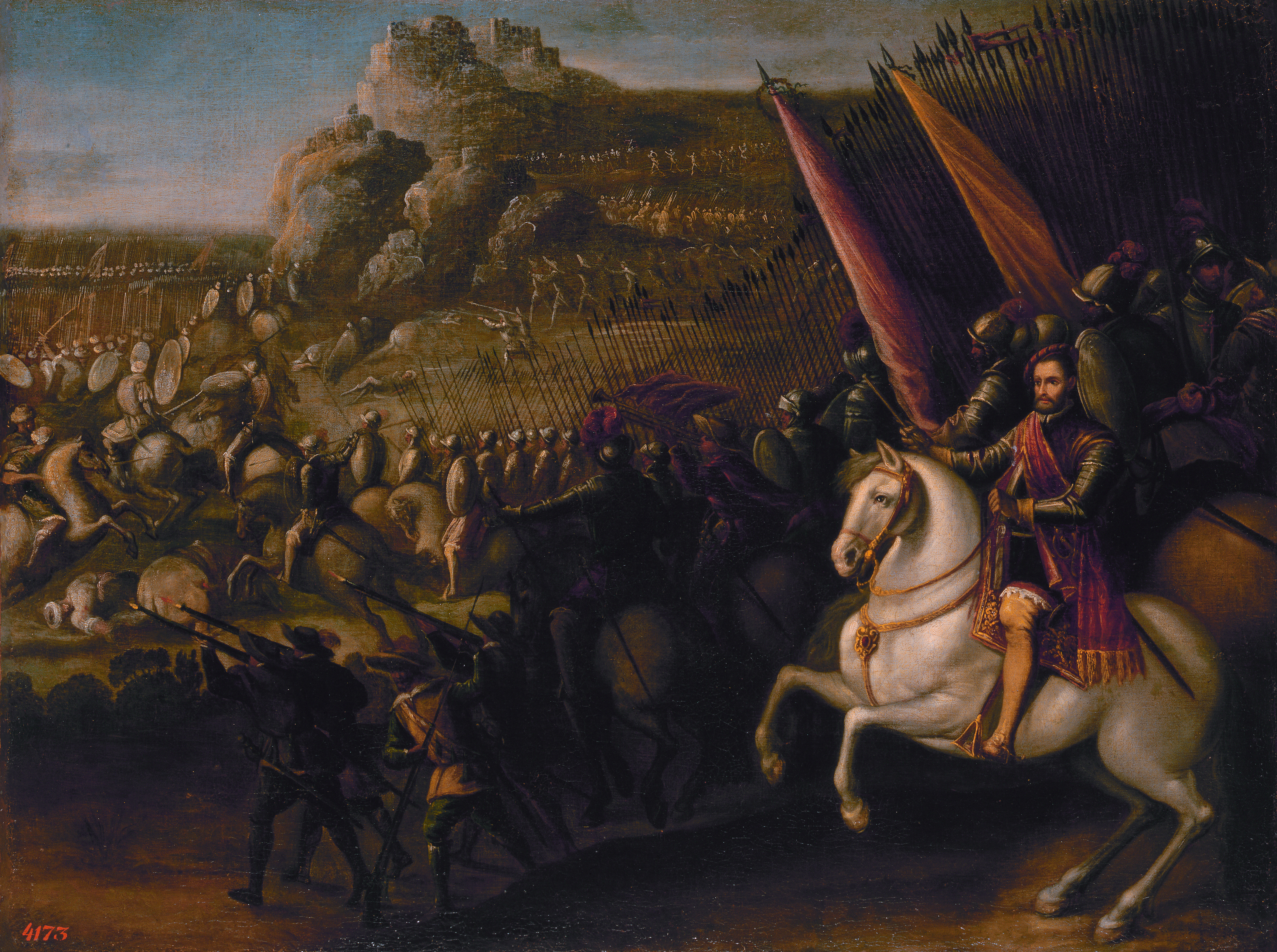
«Батальна сцена»
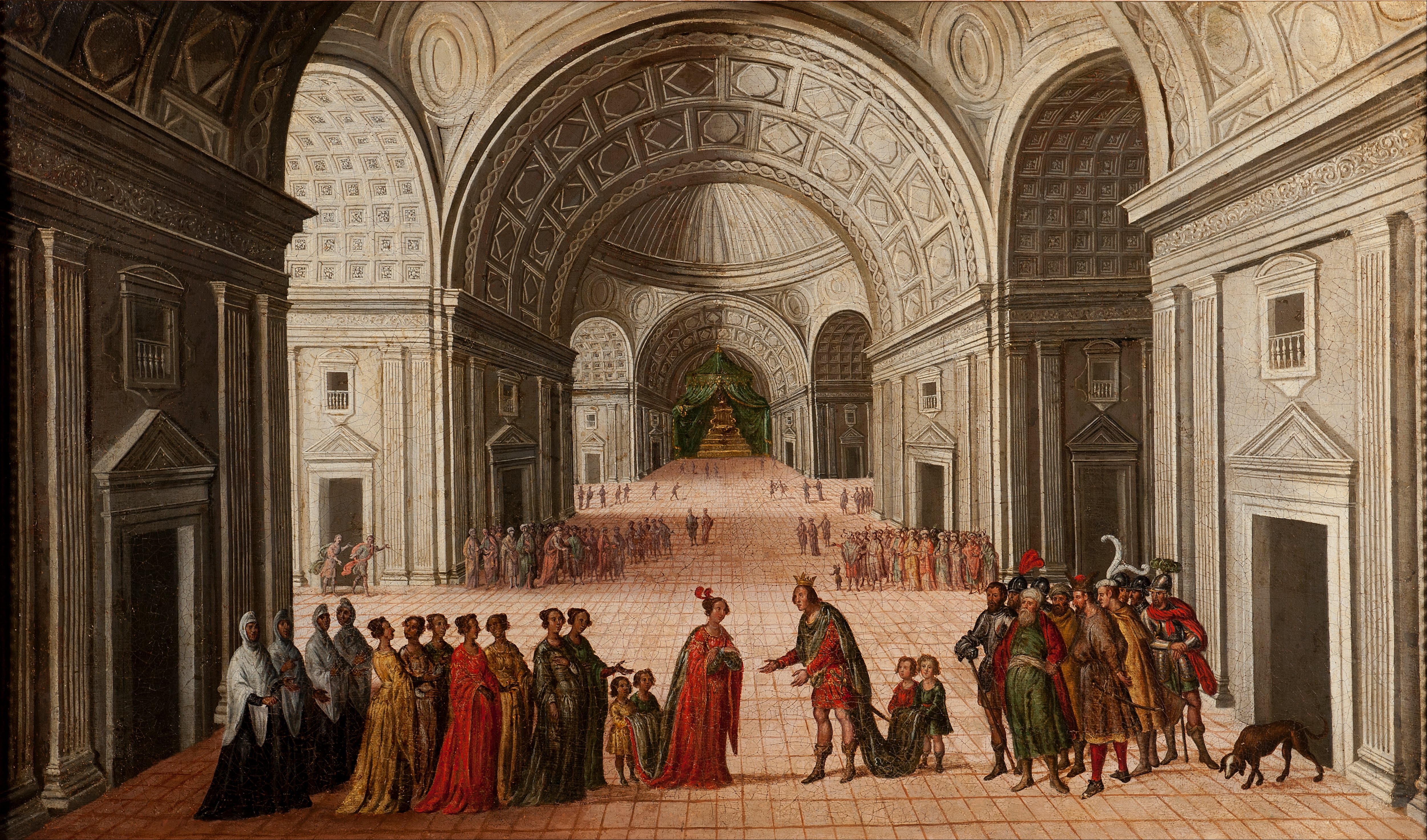
«Зустріч Соломоном цариці Савської»
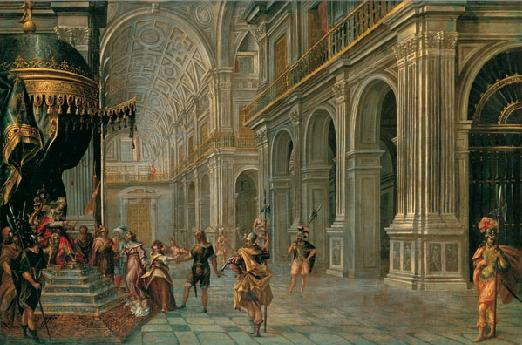
«Суд царя Соломона»